# (31791) 1999 LT3
1999 LT3 (asteroide 31791) é um asteroide da cintura principal. Possui uma excentricidade de 0.04114890 e uma inclinação de 27.64022º.
Este asteroide foi descoberto no dia 7 de junho de 1999 por LINEAR em Socorro.